# بخش مدیسون (لیک کانتی، اوهایو)
بخش مدیسون (به انگلیسی: Madison Township) یک منطقهٔ مسکونی در ایالات متحده آمریکا است که در شهرستان لیک، اوهایو واقع شده‌است.
 بخش مدیسون ۴۷۸٫۰ کیلومتر مربع مساحت و ۱۸٬۸۸۹ نفر جمعیت دارد و ۱۹۰ متر بالاتر از سطح دریا واقع شده‌است.